# 遺題継承
遺題継承（いだいけいしょう）とは、和算書に於ける後世の学者に解を求めさせることである。

## 歴史
起源・発展
遺題継承の起源は江戸時代の和算家である吉田光由であり、光由の著書『塵劫記』（1641年（寛永18年）版）の巻末に答えのない12の問題を提示し「実力ありと思うものは、これを解いてみよ」との記載があったのが最初である。なお、『塵劫記』に掲載されてある光由の遺題の解答を初めて公開したのは和算家の榎並和澄である。
後の学者に対する出題を当時は「好み」「遺題」と呼び、遺題を解こうとする学者が研究してその答えを自分の著書に載せる。その後は自分も新たな問題を作成し、自身の著書に掲載して後世に受け継がれていった。
初期は算数を用いれば解ける問題ばかりであったが、受け継がれていくに連れて遺題が難しくなり、高次方程式の問題に対して算木を用いる代数（天元術）の研究が、沢口一之らによって始まる。沢口はこの方法で対応できない、未知数が多数ある高次方程式の遺題を提示。
関孝和の功績
やがて江戸時代を代表する数学者である関孝和が、「傍書法」や「演段法」という筆算表記法による代数を発明し、多変数の方程式を表して解決。文字係数の1変数多項式は元より、多変数の多項式も、ある変数について展開することにより「多項式係数の1変数多項式」と書くことを可能とした。
これらは総称して点竄術（当初の名称は帰源整法）とも総称される。厳密には、方程式を立てる天元術でなく、方程式を解く「正負開方術」（秦九韻の用語）を独創的に実現したことになる。1674年に孝和によって書かれた『発微算法』まで受け継がれていった。『発微算法』以降も遺題継承は行われていたが、急速な数学の発展は見られない。
また、明治時代に入ると遠藤利貞が遺題をそれぞれ第一系、第二系、第三系、第四系と分類している。吉田光由や関孝和は第一系に分類されている。

## 遺題継承されてある著書

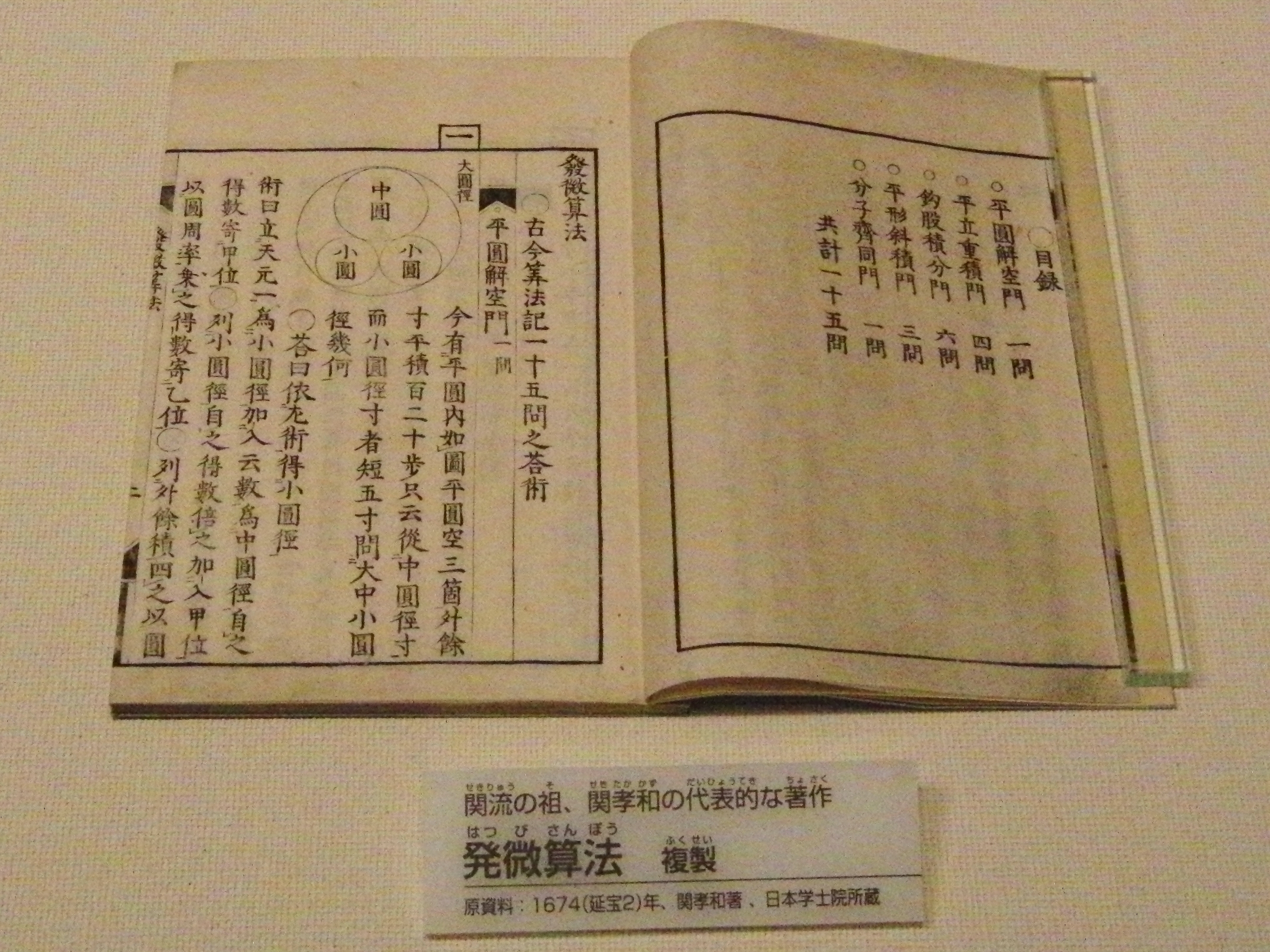
『発微算法』（複製）。国立科学博物館の展示。

- 吉田光由著『塵劫記』（1641年）
- 榎並和澄著『参両録』（1653年）
- 礒村吉徳著『算法闕疑抄』（1660年）
- 佐藤正興著『算法根源記』（1669年）
- 沢口一之著『古今算法記』（1671年）
- 関孝和著『発微算法』（1674年）